# Asterothyrium
Asterothyrium is een geslacht van korstmossen dat behoort tot de orde Lecanorales van de ascomyceten. De typesoort is Asterothyrium argenteum.

## Soorten
Volgens Index Fungorum telt het geslacht dertien soorten (peildatum december 2023):
| Soortnaam                     | Auteur(s)                                  | Publicatiejaar |
| ----------------------------- | ------------------------------------------ | -------------- |
| Asterothyrium argenteum       | Müll. Arg.                                 | 1890           |
| Asterothyrium atromarginatum  | Herrera-Camp. & Lücking                    | 2002           |
| Asterothyrium bisporum        | L.I. Ferraro & Lücking                     | 2007           |
| Asterothyrium filiforme       | Lücking & R. Sant.                         | 2008           |
| Asterothyrium microthyrioides | Henn.                                      | 1904           |
| Asterothyrium octomerum       | R. Sant.                                   | 1952           |
| Asterothyrium pallidum        | (Henssen & Lücking) L.I. Ferraro & Lücking | 2007           |
| Asterothyrium rostratum       | L.I. Ferraro & Lücking                     | 2007           |
| Asterothyrium sasae           | Y. Suto                                    | 2018           |
| Asterothyrium segmentatum     | L.I. Ferraro & Lücking                     | 2007           |
| Asterothyrium septemseptatum  | Lücking                                    | 1999           |
| Asterothyrium subargenteum    | L.I. Ferraro & Lücking                     | 2007           |
| Asterothyrium vezdae          | Flakus & Lücking                           | 2008           |